# Saw Chit Thu
Coronel Saw Chit Thu (birmanês:  စောချစ်သူ) é um militar e empresário Karen, por vezes identificado como um senhor da guerra, que ocupou uma posição de liderança em grupos armados no Estado de Kayin, Mianmar, incluindo no Exército Democrático Budista dos Karen (DKBA), nas Forças da Guarda Fronteiriça (BGF) e no Exército Nacional Karen. Ele é considerado uma figura poderosa na área fronteiriça, e foi sancionado pelo Reino Unido por ligações a projetos que utilizam trabalho traficado e forçado em fazendas de golpes.

## Carreira militar
Saw Chit Thu é um ex-comandante do Batalhão 999, e a maioria das tropas das Forças da Guarda Fronteiriça que operam no Estado de Karen são da facção do Exército Democrático Budista dos Karen que se separou da União Nacional Karen e se aliou ao exército mianmarense em 1994. Na primavera de 1998, ele foi acusado de liderar ataques contra civis Karen em campos de refugiados na Tailândia. Entre os líderes do Exército Democrático Budista dos Karen, é considerado o decisor mais poderoso tanto na ala militar da organização como na sua administração política. Também possui grandes empresas que lidam com exploração madeireira e comércio de automóveis, e há rumores de que esteja envolvido no tráfico de drogas. Em 2010, aceitou as exigências do governo birmanês para transformar o Exército Democrático Budista dos Karen numa Força da Guarda Fronteiriça, sob o comando do Tatmadaw.
Saw Chit Thu é o fundador e ex-presidente da Chit Lin Myaing Company, um grande conglomerado administrado pela Força da Guarda Fronteiriça. A empresa reivindicou projetos significativos e obteve licenças especiais no Estado de Kayin. Em 2017, Saw Chit Thu começou a trabalhar com o Yatai International Holding Group, liderado pelo criminoso condenado chinês She Zhijiang, para desenvolver a Nova Cidade de Yatai em Shwe Kokko, depois que She deu a Chit Thu um pagamento inicial de US$ 300.000.  Também vinculou um acordo com o Dongmei Group, liderado pelo líder da tríade chinesa, Wan Kuok-koi, para desenvolver Saixigang. Em Junho de 2020, o governo liderado por civis lançou um tribunal para investigar o empreendimento de Yatai, conseguindo travar a construção em curso. A investigação embaraçou as Forças Armadas de Myanmar, que supervisionam a Força da Guarda Fronteiriça de Saw Chit Thu.
Em janeiro de 2021, o Tatmadaw pressionou Saw Chit Thu e outros oficiais de alta patente, incluindo o Major Saw Mout Thon e o Major Saw Tin Win, a renunciarem da Força da Guarda Fronteiriça. O Major Saw Mout Thon do Batalhão 1022 renunciou em 8 de janeiro, junto com 13 comandantes, 77 oficiais e 13 batalhões de 4 regimentos que assinaram e apresentaram coletivamente suas resignações. Em meio à controvérsia e sob pressão, pelo menos 7.000 membros da Força da Guarda Fronteiriça renunciaram para protestar contra a destituição dos seus principais líderes. No entanto, Saw recusou-se a retirar-se.
Após o golpe de Estado de 2021, as Forças Armadas tornaram-se absorvidas com a subsequente Guerra Civil de Mianmar, o que permitiu que a Nova Cidade de Yatai retomasse o empreendimento. Em novembro de 2022, ele recebeu o título de Thiri Pyanchi, uma das maiores honrarias do país. Em dezembro de 2023, o Reino Unido impôs sanções a Saw Chit Thu por estar ligado a "esquemas de trabalho forçado" nos quais "as vítimas eram traficadas para trabalhar em fazendas de golpes online".
Em 23 de janeiro de 2024, Saw Chit Thu disse à mídia que discutiu com o Tenente-General Soe Win, o Vice-Comandante-em-Chefe, que a Força da Guarda Fronteiriça não desejaria mais aceitar dinheiro e suprimentos do militares, e que pretendem permanecer independentes, ademais, também afirmou que não querem lutar contra seus colegas Karens.
Em resposta a este anúncio surpresa, o analista de longa data de Mianmar, David Scott Mathieson, observou que:
Até mesmo Saw Chit Thu fez um realinhamento dramático, encerrando recentemente a sua aliança com os militares, e depois de primeiro tentar reformar-se em Yangon e Mandalay, declarando então “autonomia” numa reviravolta surpreendente, após 30 anos como bandido contratado pelos Sit-Tat. Chit Thu afirma que a decisão foi motivada pelo fato de os “Karens não querem matar outros Karens”. Isso pode se aplicar a alguns membros do pessoal da BGF, mas Chit Thu tem assassinado outros Karens desde 1994, então presumir que ele mudou recentemente de ideia é uma mentira desprezível. Depois de três décadas de DKBA, posteriormente de BGF, incendiando campos de refugiados, tráfico de drogas, apropriação de terras e conivência com gângsteres chineses para criar a monstruosidade do cassino Shwe Kokko e dos centros de fraude, Chit Thu deveria estar entre os cinco principais réus em qualquer eventual Julgamento de Crimes de Guerra do Estado de Karen.
Em 19 de fevereiro de 2024, Saw Chit Thu dissolveu a Força da Guarda Fronteiriça Karen e a transformou no Exército Nacional Karen.